# Muzeum Mineralogiczne w Szklarskiej Porębie
Muzeum Mineralogiczne w Szklarskiej Porębie – prywatne muzeum z siedzibą w Szklarskiej Porębie (jedno z dwóch tego typu muzeów w Szklarskiej Porębie, obok Muzeum Ziemi „Juna”). Placówka jest przedsięwzięciem rodziny Sokołowskich, do których należy również Muzeum Kamieni w Kamieniu Pomorskim. 
Muzeum powstało w 1993 roku. W swej ekspozycji posiada skamieniałości dinozaurów i innych zwierząt kopalnych (m.in. trylobitów), a także „Las Karboński” – skamieniałe pnie drzewa Dadoxylon i stromatolity. Na bogatą kolekcję minerałów i skał składają się m.in. kalcyty i stalaktyty z Wojcieszowa, rudy metali z Trepczy i Cavnik oraz okazy z terenów Karkonoszy i Gór Izerskich, a także meteoryt Gibeon. 
Muzeum jest obiektem całorocznym, czynnym codziennie. Wstęp jest płatny